# Białowieża (powiat tucholski)
Białowieża (niem. Bialowierz) – osada w Polsce, położona w województwie kujawsko-pomorskim, w powiecie tucholskim, w gminie Tuchola. Białowieża leży około 5,5 km na północny zachód od Tucholi, przy drodze w kierunku Raciąża.

## Podział i demografia
W latach 1975–1998 miejscowość należała administracyjnie do województwa bydgoskiego. 1 lipca 2012 dokonano podziału sołectwa Stobno na sołectwo Stobno i sołectwo Białowieża. Teren działania sołectwa Białowieża obejmuje osadę Białowieża. Według Narodowego Spisu Powszechnego (III 2011 r.) liczyła 355 mieszkańców. Jest siódmą co do wielkości miejscowością gminy Tuchola.

## Historia
Jest to jedna z najstarszych miejscowości w powiecie tucholskim. Pierwszymi śladami osadnictwa na terenie tej wsi są odkryte jeszcze przed II wojną światową groby skrzynkowe pochodzące z okresu wczesno-żelaznego, czyli z okresu między 800 a 300 rokiem p.n.e. Pierwsze pisane wzmianki o wsi pochodzą już z XII wieku i są o prawie 200 lat wcześniejsze niż wzmianki o większości miejscowości, które w źródłach pojawiają się najczęściej dopiero w wieku XIV za sprawą Krzyżaków. W XII wieku Białowieża wymieniona jest jako dotacją pomorskiego księcia Świętopełka dla proboszcza tucholskiego z okazji erekcji (powstania) kościoła w Tucholi. Jest to następna niezwykłość tej wsi, ponieważ na tym terenie większe majątki kościelne były rzadkością. W 1555 r. wieś jest nadal własnością parafii tucholskiej, ale dzierżawi ją były proboszcz Tucholi Feliks Radzimski, który proboszczem już nie jest, gdyż w źródłach określany jest jako apostata, czyli odstępca. Oznacza to, że przeszedł na jedno z bardzo prężnie rozwijających się wówczas wyznań protestanckich, co nie przeszkadzało mu dzierżawić ziemi od katolickiej parafii. W roku 1682 nadal są to dobra duchowne, w których mieszka 4 ogrodników, czyli chłopów pracujących na dzierżawionych od właściciela (w tym przypadku parafii tucholskiej) działkach o obszarze poniżej 1 włóki, czyli około 17 ha. Po przejściu Pomorza w wyniku I rozbioru pod panowanie pruskie (1772), w 1789 r. wieś na jakiś czas staje się prywatną własnością niejakiego Sikorskiego i składa się z 15 rodzin. Jednak w roku 1880 jest ponownie odnotowana jako własność proboszcza tucholskiego. Pięć lat później (1885) właściciel się nie zmienia, ale odnotowano, że obszar wsi to 480 ha i 120 mieszkańców. Rok 1910: obszar i właściciel się nie zmieniają, odnotowuje się natomiast 9 budynków zamieszkałych, mieszczących 18 gospodarstw, łącznie 129 mieszkańców, z czego 125 Polaków i 4 Niemców. Już w wolnej Polsce, tj. w 1921 roku, budynków mieszkalnych jest 10, a ludzi 143, z czego 1 ewangelik, reszta katolicy. Osiem lat później (1929) dzierżawi wszystko tj. 485 ha (nadal od parafii tucholskiej) Joachim Thiel. Jan Thiel w 1935 r. był zarejestrowany jako właściciel samochodu osobowego marki Ford (rocznik 1928). W połowie lat 30. XX wieku budynków mieszkalnych jest ponownie 9, ale za to murowane z cegły. Mieszka w nich 112 mieszkańców. Są to robotnicy rolni nie posiadający własnej ziemi, pracujący głównie u wspomnianego już dzierżawcy folwarku składającego się z 394 ha gruntów ornych, 5 ha sadów i ogrodów, 75 ha łąk i pastwisk i 6 ha o innym wykorzystaniu. Gleba jest jednak słaba, ale założona jest drenarka (melioracja).

## Znane osoby
Prawdopodobnie z tej wsi pochodził Bronisław Dembiński – polski historyk, profesor uniwersytetów Lwowskiego, Warszawskiego i Poznańskiego, rektor Uniwersytetu Lwowskiego i działacz państwowy.